# Zaw Zaw Aung
Zaw Zaw Aung (1937 - 26 de janeiro de 2016) foi um autor, crítico e público intelectual birmanês famoso por introduzir os conceitos de modernismo e pós-modernismo para leitores birmaneses.